# Pierre-Marie-François Huvier des Fontenelles
Pierre-Marie-François Huvier des Fontenelles, signant parfois sous le pseudonyme M. H. D., est un homme de lettres français né le 21 janvier 1757 à Coulommiers et décédé le 22 octobre 1823 à Coulommiers.

## Biographie
Pierre Huvier des Fontenelles apprend jeune le latin chez l'abbé Hattingais, puis il suit ses études au collège de Juilly à partir de 1769, avant d'entrer à l'Oratoire, qu'il quitta en 1780. Il devient alors secrétaire et adjoint de son père, Jean Huvier du Mée (1722-1791), écuyer, subdélégué de l'intendance de la Généralité de Paris, maire et dernier bailli de Coulommiers, commissaire du roi et correspondant de la Société royale d'Agriculture.
Profondément royaliste, il se fait inscrire sur la liste des otages du roi Louis XVI en septembre 1791. Il est arrêté le 19 octobre 1793, transféré à la Ferté-Gaucher et maintenu en état d'arrestation par le représentant en mission Maure jusqu'en 1794. Son beau-frère, Étienne-Thomas Ogier de Baulny (1747-1794), marié à sa sœur, mousquetaire de la 1re compagnie et chevalier de l'ordre de Saint-Louis, est guillotiné la même année à Paris pour avoir fait quitter la France à son fils âgé de quatorze ans et pour le service de son autre fils à l'armée de Condé.
Son aversion constante pour les principes de la Révolution l'empêcha d'accepter aucune place avant la Restauration, période durant laquelle il devint maire de Mouroux. Nommé juge de l'arrondissement de Coulommiers en 1817, il refuse en raison de son âge et de ses infirmités.
Il s'occupa de travaux littéraires et devient membre de la Société libre d'agriculture, sciences et arts de Provins en 1821.

## Œuvres
- Les Soirées amusantes, ou entretiens sur les jeux à gages et autres (Paris, 1788 et 1790), fut intégré en 1799 par Lacombe dans l'Encyclopédie méthodique ;
- La Targétude, tragédie un peu bourgeoise, parodie de l'Athalie de Racine, Paris, 1791 (Gallica) ;
- Les Remontrances du parterre, etc., par Bellemure, ci-devant commissaire de police, réfutées par M. H. D., otage de Louis XVI, Paris, 1814 (Gallica).

## Sources
- François-Xavier de Feller, Dictionnaire historique ou histoire abrégée des hommes qui se sont fait un nom par le génie, les talens, les vertus, les erreurs, depuis le commencement du monde jusqu'à nos jours, Volume 1, 1829
- Antoine-Alexandre Barbier, Dictionnaire des ouvrages anonymes et pseudonymes: composés, traduits ou publiés en français et en latin, avec les noms des auteurs, traducteurs et éditeurs, Volume 4, 1824
- Jean-Louis Vissière, Pédagogie et philosophie du jeu chez Huvier des Fontenelles, 1971
- Jean-Marie Mercier, L'univers culturel et intellectuel d'un franc-maçon de Province sous l'Empire : textes et chansons du frère Huvier des Fontenelles, Paris 2004
- Jacques-Alphonse Mahul, Annuaire nécrologique ou Supplément annuel et continuation de toutes les biographies ou dictionnaires historiques: 1820-1825, 1825
- Joseph-Marie Quérard, La France littéraire ou dictionnaire bibliographique des savants, historiens et gens de lettres de la France, ainsi que les littérateurs étrangers qui ont écrit en français, plus particulièrement: pendant les XVIIIè et XIXè siècles, 1827
- François-Xavier de Feller, Charles Weiss, Biographie universelle, ou, dictionnaire historique des hommes qui se sont fait un nom par leur génie, leurs talents, leurs vertus, leurs erreurs ou leurs crimes, Volume 4, 1848
- Louise Madeleine Charlotte de Barentin de Montchal, Victor de Marolles, Les lettres d'une mère: épisode de la terreur, 1791-1793, 1901
- Rabbe, Boisjoslin, Sainte-Preuve, Biographie universelle et portative des contemporains, ou Dictionnaire historique des hommes vivants et des hommes morts depuis 1788 jusqu'à nos jours,..., 1836